# Stora Hinggan
Stora Hinggan är en vulkanisk bergskedja i nordöstra Kina som är cirka 1200 km från norr till söder. Den är till större delen klädd av skog och bildar en naturlig barriär mellan den manchuriska slätten och Inre Mongoliet.
Den är egentligen en fortsättning av bergen i kinesiska provinserna Shanxi och Hebei,
men namnet Stora Hinggan först möter norr om floden Sira eller Sjara-muren. Därifrån går bergsystemet upp till Amurs nordligaste båge. På andra sidan om floden fortsätter det i Stanovojbergen. Berget är,
enligt Suess, att uppfatta såsom en brottkant, som skiljer det västra höglandet från det öster därom liggande, sänkta Manchuriet. Det når inte över 2 000
m.; dess passhöjd är 1 100-1 400 m. Kedjan har i allmänhet ringa bredd, men mot öster utsänder den några förgreningar.
Den bildar en skarp gräns mot ökenlandet Gobi
i väster. Från dess kam, som sluttar brant som ett tak,
kan man överskåda kontrasten mellan landskapen på ömse sidor: i norr och väster långa vågor av enformig och naken stäpp, i söder och öster terrasser, som sänka sig i av satser med klippor, skogar och dalgångar, och på avstånd slätterna, genom vilka floderna slingrar sig.
Flera toppar på kedjan är slocknade vulkaner,
och öster om huvudkedjan i Udelins dal ligger en grupp höjder av vulkaniskt ursprung, av kineserna kallade
Luyuanshan ("svavelbergen"), av manchuerna
Ujun-Koldongi ("tio kullar"), som hade vulkaniskt utbrott och våldsamma jordskalv 1720-21, finns fullständigt beskrivna i kinesiska källor.